# 1661
| [ Edytuj tabelę ]              | |
| Król Polski                    | - 1648 Jan Kazimierz 1668 |
| Współksiążęta Andory           | - 1655 Joan Manuel de Espinosa 1663 - 1643 Ludwik XIV 1715                                                                                  |
| Król Anglii i Szkocji          | - 1660 Karol II 1685 |
| Elektor Bawarii                | - 1651 Ferdynand Maria 1679 |
| Elektor Brandenburgii          | - 1640 Fryderyk Wilhelm 1688 |
| Sułtan Brunei                  | - 1660 Abdul Mubin 1673 |
| Cesarz Chin                    | - 1644 Shunzhi 1661 - 1661 Kangxi 1722 |
| Król Czech                     | - 1657 Leopold I Habsburg 1705 |
| Król Danii                     | - 1648 Fryderyk III 1670 |
| Dalajlama                      | - 1617 Lobsang Gjaco 1682 |
| Cesarz Etiopii                 | - 1632 Fasiledes 1667 |
| Król Francji                   | - 1643 Ludwik XIV 1715 |
| Król Hiszpanii                 | - 1621 Filip IV 1665 |
| Landgraf Hesji-Kassel          | - 1637 Wilhelm VI Sprawiedliwy 1663 |
| Stadhouder Holandii            | - 1650 pierwszy okres bez stadhoudera 1672                                                                                                  |
| Szach Iranu                    | - 1642 Abbas II 1666 |
| Państwo Wielkich Mogołów       | - 1658 Aurangzeb 1707 |
| Król Irlandii                  | - 1660 Karol II Stuart 1685 |
| Cesarz Japonii                 | - 1654 Go-Sai 1663 |
| Kalif                          | - 1648 Mehmed IV 1687 |
| Patriarcha Konstantynopola     | - 1657 Parteniusz IV 1662 |
| Władca Korei                   | - 1659 Hyŏnjong 1674 |
| Książę Kurlandii i Semigalii   | - 1642 Jakub Kettler 1682 |
| Książę Liechtensteinu          | - 1627 Karol Euzebiusz 1684 |
| Książę Monako                  | - 1612 Honoriusz II 1662 |
| Król Nawarry                   | - 1643 Ludwik XIV 1710 |
| Król Norwegii                  | - 1648 Fryderyk III 1670 |
| Sułtan Omanu                   | - 1649 Sultan I ibn Sajf 1688 |
| Elektor Palatynatu             | - 1648 Karol I Ludwik 1680 |
| Papież                         | - 1655 Aleksander VII 1667 |
| Książę Parmy i Piacenzy        | - 1646 Ranuccio II 1694 |
| Król Portugalii                | - 1656 Alfons VI 1683 |
| Książę w Prusach               | - 1640 Fryderyk Wilhelm Wielki Elektor 1688                                                                                                 |
| Car Rosji                      | - 1645 Aleksy I 1676 |
| Cesarz Rzymski (niemiecki)     | - 1658 Leopold I Habsburg 1705 |
| Kapitanowie Regenci San Marino | - 1660 Alessandro Belluzzi Giambattista Zampini 1661 - 1661 Giacomo Belluzzi Sforza Cionini 1661 - 1661 Carlo Tosini Innocenzo Bonelli 1662 |
| Elektor Saksonii               | - 1656 Jan Jerzy II Wettyn 1680 |
| Król Szwecji                   | - 1660 Karol XI 1697 |
| Król Tajlandii                 | - 1656 Narai 1688 |
| Sułtan Turków                  | - 1648 Mehmed IV 1687 |
| Doża Wenecji                   | - 1659 Domenico Contarini 1674 |
| Król Węgier                    | - 1655 Leopold I 1705 |
| Książęta Wirtembergii          | - 1628 Eberhard III 1674 |

Rok 1661 / MDCLXI
stulecia: XVI wiek ~
XVII wiek ~
XVIII wiek

lata: 1651 «
1656 «
1657 «
1658 «
1659 «
1660 «
1661
» 1662
» 1663
» 1664
» 1665
» 1666
» 1671

## Wydarzenia w Polsce
- 3 stycznia – ukazał się pierwszy numer „Merkuriusza Polskiego”, najstarszej polskiej gazety.
- 20 stycznia – król Jan II Kazimierz Waza założył Akademię Lwowską.
- 3 maja – Jan Heweliusz przeprowadził obserwację przejścia Merkurego na tle tarczy Słońca.
- 17 maja – Żory: wielki pożar miasta, spłonął m.in. drewniany kościół pod wezwaniem Wniebowzięcia Najświętszej Marii Panny.
- 4 listopada – wojna polsko-rosyjska: wygrana wojsk polsko-litewskich podczas bitwy pod Kuszlikami.

## Wydarzenia na świecie
- 30 stycznia – dwa lata po śmierci Olivera Cromwella jego ciało zostało wywleczone z grobu i publicznie powieszone.
- 23 kwietnia – Karol II Stuart został koronowany na króla Anglii.
- 5 czerwca – Isaac Newton zapisał się do Kolegium św. Trójcy uniwersytetu w Cambridge.
- 11 czerwca – w trzęsieniu ziemi w wenezuelskim Caracas zginęło około 200 osób.
- 21 czerwca – podpisano traktat pokojowy w Kardis kończący wojnę rosyjsko-szwedzką.
- 23 czerwca – Portugalia przekazała Anglii Bombaj i Tanger jako posag poślubionej przez króla Karola II Stuarta księżniczki Katarzyny, siostry króla Alfonsa VI.
- 27 sierpnia – wojna wenecko-turecka: zwycięstwo floty wenecko-maltańskiej w bitwie morskiej pod Milos.
- 30 grudnia – spłonął zamek Drottningholm pod Sztokholmem.
- Ludwik XIV założył Narodową Akademię Muzyki i Tańca.

## Zdarzenia astronomiczne
- 30 marca – częściowe zaćmienie Słońca[1].

## Urodzili się
- 7 stycznia – Maria od Aniołów, włoska karmelitanka, błogosławiona katolicka (zm. 1717)
- 30 stycznia – Charles Rollin, francuski pedagog, rektor Sorbony (zm. 1741)
- 1 czerwca - Ludwik Bartłomiej Załuski, polski duchowny katolicki, biskup pomocniczy przemyski, biskup płocki (zm. 1721)
- 9 czerwca – Fiodor III Romanow, car Rosji (zm. 1682)
- 4 listopada – Karol III Filip, elektor Palatynatu (zm. 1742)
- 6 listopada – Fiodor Apraksin, admirał rosyjski (zm. 1728)

## Zmarli
- 9 marca – Jules Mazarin, francuski kardynał i polityk (ur. 1602)
- sierpień – Gerard Houckgeest, niderlandzki malarz (ur. 1600)
- 24 listopada – Zheng Zhilong, chiński pirat i polityk (ur. 1604)

## Święta ruchome
- Tłusty czwartek: 24 lutego
- Ostatki: 1 marca
- Popielec: 2 marca
- Niedziela Palmowa: 10 kwietnia
- Wielki Czwartek: 14 kwietnia
- Wielki Piątek: 15 kwietnia
- Wielka Sobota: 16 kwietnia
- Wielkanoc: 17 kwietnia
- Poniedziałek Wielkanocny: 18 kwietnia
- Wniebowstąpienie Pańskie: 26 maja
- Zesłanie Ducha Świętego: 5 czerwca
- Boże Ciało: 16 czerwca